# Apeadeiro de Maçainhas
O Apeadeiro de Maçainhas é uma gare ferroviária da Linha da Beira Baixa, que serve a localidade de Maçaínhas, no distrito de Castelo Branco, em Portugal.

## História
O troço entre as Estações de Covilhã e a Guarda, onde este apeadeiro se encontra, foi concluído em 11 de abril de 1893, e inaugurado em 11 de maio do mesmo ano.
A construção do apeadeiro de Maçainhas foi executada e financiada pela população local, ocorrendo a cerimónia de inauguração a 25 de julho de 1925.[carece de fontes?] O abrigo de plataforma situava-se do lado nortoeste da via (lado esquerdo do sentido ascendente, a Guarda).
A circulação ferroviária neste troço foi suspensa pela Rede Ferroviária Nacional em 9 de março de 2009, para se proceder a obras de reabilitação. O edifício foi demolido a 20 de agosto de 2014 pela Refer, por se encontrar em mau estado de conservação.[carece de fontes?] Depois de 12 anos de encerramento, as obras no troço Covilhã-Guarda foram finalizadas em abril de 2021, incluindo a reconstrução do abrigo;[carece de fontes?] as primeiras circulações tiveram início no dia 2 de maio de 2021, contemplando paragens em Maçainhas.